# Andrew Coburn
Pour les articles homonymes, voir Coburn.
Andrew Coburn, né le 1er mai 1932 à Exeter dans le New Hampshire et mort le 7 août 2018 à Bedford (Massachusetts), est un écrivain américain de roman policier.

## Biographie
Après des études de littérature à l’Université Suffolk à Boston, il est reporter criminel pour Eagle-Tribune (en) dans le Massachusetts, critique littéraire et rédacteur au Boston Globe.
Il commence sa carrière littéraire en 1974 en publiant des nouvelles dans The Transatlantic Review (en) et son premier roman The Trespassers.
Avec Sweetheart, il commence une série consacrée à Rita Gardella O'Dea, sœur d’un capo de la mafia poursuivi par le FBI. Goldilocks, le troisième roman de la série est nommé pour le prix Edgar-Allan-Poe en 1990 dans la catégorie meilleur roman. Il amorce également une autre série avec No Way Home consacrée à James Morgan, chef de la police de Bensington, qui a la particularité de choisir ses maîtresses parmi les grandes bourgeoises de la ville.
Trois de ses romans sont adaptés au cinéma, mais uniquement par des réalisateurs français.

## Œuvre

### Romans

#### SérieRita Gardella O'Dea
- Sweetheart (1985) Publié en français sous le titre Cœur tendre, Paris, Alizés, 1987 ; réédition sous le titre Toutes peines confondues, Paris, Rivages/Noir no 129, 1992
- Love Nest (1987)
- Goldilocks (1989)

#### SérieJames Morgan
- No Way Home (1992) Publié en français sous le titre Sans retour, Paris, Rivages/Noir no 448, 2002
- Voices in the Dark (1994) Publié en français sous le titre Des voix dans les ténèbres, Paris, Rivages/Noir no 585, 2006

#### Autres romans
- The Trespassers (1974)
- The Babysitter (1979) Publié en français sous le titre La Fille à personne, Paris, Gallimard, Série noire no 1750, 1979 Publié en français dans une nouvelle traduction sous le titre La Baby sitter, Paris, Rivages/Noir no 712, 2008
- Off Duty (1980) Publié en français sous le titre Personne ne devrait mourir comme ça, Paris, Gallimard, Série noire no 1822, 1981 ; réédition sous le titre Un dimanche de flics après la sortie du film sous ce titre, Paris, Gallimard, Carré noir no 489, 1983
- Company Secrets (1982)
- Widow's Walk (1984) Publié en français sous le titre Noyade interdite, Paris, Gallimard, Série noire no 1999, 1985
- Birthright (1998) Publié en français sous le titre La Voix du sang, Paris, Rivages/Noir no 953, 2014
- On the Loose (2006)
- Plum Island[2] (2007)
- Updike of Ipswich (2009)

### Nouvelles
Liste non exhaustive
- My Father’s Daughter (2003) Publié en français sous le titre La Fille de son père dans Demain ce seront des hommes, Paris, Rivages/Thriller, 2005
- The Heir [3] (2007)

## Filmographie
- 1983 : Un dimanche de flic réalisé par Michel Vianey avec Victor Lanoux et Jean Rochefort.
- 1987 : Noyade interdite réalisé par Pierre Granier-Deferre avec Philippe Noiret, Guy Marchand, Marie Trintignant et Élisabeth Bourgine.
- 1992 : Toutes peines confondues réalisé par Michel Deville avec Patrick Bruel, Jacques Dutronc et Mathilda May.